# Mike Pollock
Mike B. Pollock (Roslyn Heights, 9 marzo 1965) è un doppiatore statunitense, noto principalmente per il ruolo del Dr. Eggman a partire dalla serie anime Sonic X.

## Doppiaggio

### Serie televisive d'animazione
- Dr. Eggman in Sonic X e Sonic Boom
- Narratore, Raoul Contesta e Aristide in Pokémon
- Yakov Nikitin in Dr. Stone
- Donquioxote Homing in One Piece
- Poliziotto e agente dei gatti in nero in 44 Gatti
- Professor Ochanomizu in Pluto
- SSS in Bullet/Bullet

### Film d'animazione
- Narratore in Pokémon: Jirachi Wish Maker, Pokémon: Destiny Deoxys e Pokémon: Lucario e il mistero di Mew
- Ministero generale in Padre Pio
- Greg in Ratatoing
- Bonji in Il film Pokémon - Scelgo te!
- Deus Prometh in Promare
- Maboroshi

### Videogiochi
- Dr. Eggman in Shadow the Hedgehog, Sonic Riders, Sonic Rush, Sonic the Hedghog, Sonic e gli Anelli Segreti, Sonic Rush Adventure, Mario & Sonic ai Giochi Olimpici, Sonic Riders: Zero Gravity, Sonic Unleashed, Mario & Sonic ai Giochi Olimpici Invernali, Sonic Free Riders, Sonic Colours, Sonic Generations, Mario & Sonic ai Giochi Olimpici di Londra 2012, Sonic Lost World, Mario & Sonic ai Giochi Olimpici Invernali di Sochi 2014, Sonic Boom: L'ascesa di Lyric, Mario & Sonic ai Giochi Olimpici di Rio 2016, LEGO Dimensions, Sonic Boom: Fuoco e ghiaccio, Sonic Forces, Team Sonic Racing, Mario & Sonic ai Giochi Olimpici di Tokyo 2020, Sonic Frontiers
- Dr. Eggman Nega in Sonic Rush, Sonic Rush Adventure, Mario e Sonic ai Giochi Olimpici Invernali
- Jeffrey Meteny in Mr.Meat e Mr.Meat 2 (famosa serie di giochi stealth horror per dispositivi mobili di Keplerians)